# Yue’an Shanguo
Yue’an Shanguo (chiń. 月庵善果; pinyin Yuè’ān Shànguǒ; kor. 월암선과 Woram Sŏnkwa; jap. Getsuan Zenka; wiet. Nguyệt Am Thiện Quả; ur. 1079, zm. 1152) – mistrz chan okresu dynastii Song, znany także jako Dagui Shanguo.

## Życiorys
Pochodził z Xinzhou (obecnie w prowincji Jiangxi). Przebywał i nauczał na słynnej górze Gui w Pustelni Księżyca.
Pewnego dnia mistrz Yue’an spytał mnichów:
Jeśli odłączycie końce szprych w pojeździe Xi Zonga i usuniecie oś, jaka zasada zostanie jasno wyjawiona?
[Wudeng Huiyuan zawiera dalszy ciąg tej historii]. Po wypowiedzeniu tych słów Yue’an użył swojego kija do narysowania koła w powietrzu. Następnie powiedział:
Nigdy nie zawiedźcie w rozpoznaniu równowagi wagi/
Następnie wstał, zszedł z medytacyjnego podwyższenia, podziękował służącym i wyszedł.
Innym razem Yue’an powiedział do mnichów:
Kiedy umysł się rodzi, dharmy także się rodzą. Gdy umysł umiera, wszystkie dharmy umierają. Kiedy umysł i dharmy są zapomniane, żółw jest zwany Wielkim Żółwiem [na którym spoczywa ziemia]. Szacowni chanu! Możecie mówić, czy nie? Jeśli możecie, dam wam kij opata! Jeśli nie możecie niczego powiedzieć, to wracajcie do sali mnichów i napijcie się herbaty!
Pewien mnich spytał:
Dlaczego Bodhidharma siedział przed ścianą przez dziewięć lat?
Mistrz Yue powiedział:
Ryba pływa w mętnej wodzie.

## Linia przekazu Dharmy zen
- 45/18 Yangqi Fanghui (992–1049) odgałęzienie yangqi
  - 46/19 Baiyun Shouduan (1025–1072)
    - 47/20 Wuzu Fayan (1024–1104)
      - 48/21 Kaifu Daoning (1053–1113)
        - 49/22 Yue’an Shanguo (1079–1152) (Dagui Shanguo)
          - 50/23 Laona Zuzheng (Dahong Zuzheng) (bd)
            - 51/24 Yuelin Shiguan (1143–1217)
              - 52/25 Wumen Huikai (1183–1260)
                - 53/26 Zhangsan (bd)
                - 53/26/1 Shinchi Kakushin (1207–1280) Japonia linia przekazu hottō
                  - 54/27/2 Kohō Kakumyō (1271–1361)
                    - 55/28/3 Jiun Myōi (1273–1345)
                    - 55/28/3 Bassui Tokushō (1327–1387)
                      - 56/29/4 Shunō Reizan (1344–1408)